# Psychotria mortehanii
Psychotria mortehanii är en måreväxtart som beskrevs av De Wild.. Psychotria mortehanii ingår i släktet Psychotria och familjen måreväxter. Inga underarter finns listade i Catalogue of Life.